# Karina Hocine
Karina Hocine est une éditrice française née au début des années 1970.
Elle travaille pendant vingt-cinq ans aux éditions Jean-Claude Lattès dont elle devient directrice générale adjointe en 2014. Depuis février 2019, elle est secrétaire générale éditrice des éditions Gallimard.
Elle accompagne plusieurs auteurs et autrices à succès dont Delphine de Vigan, Monica Sabolo et Hervé Le Tellier.

## Biographie

### Jeunesse et études
Karina Hocine naît au début des années 1970 dans une famille cosmopolite d'origine kabyle d'Algérie, italienne et l'est de l'Europe. Elle grandit à Metz où ses parents tiennent l'hôtel de la Cathédrale. C'est son père, passionné de lecture, qui éveille son amour pour les livres dès son enfance. Elle est scolarisée avec ses cinq frères et sœurs chez les Jésuites. Elle pratique le tennis et s'engage en politique au centre droit auprès de Raymond Barre à la fin des années 1980.
Étudiante en histoire ancienne, ses relations dans le milieu politique la conduisent à rencontrer Jacques Ourevitch, fondateur de la Société éditrice des journalistes associés, son premier employeur dans la presse. Elle commence sa carrière en écrivant pour La lettre du golf puis en publiant ses premiers articles littéraires dans Lu. Elle devient rédactrice en chef du groupe.

### Carrière professionnelle

#### Aux éditions Jean-Claude Lattès
Recommandé à Isabelle Laffont par l'éditeur Bertrand Favreul, Karina Hocine rejoint en 1995 les éditions Jean-Claude Lattès en tant qu'éditrice junior. Elle rencontre un premier succès en 1999 avec Secret défonce : Ma vérité sur le dopage, d'Erwann Mentheour mais elle préfère travailler sur des fictions. Elle accompagne Delphine de Vigan dès son second roman, Les Jolis Garçons, publié en 2005. Elle publie également Grégoire Delacourt, Monica Sabolo ou encore Isabelle Monnin et Nina Bouraoui,,,,. Elle devient directrice littéraire puis directrice générale adjointe de la maison d'édition en 2014,.
Elle quitte la filiale du groupe Hachette Livre en janvier 2019, deux semaines après l'annonce de l'arrivée de Véronique Cardi à sa présidence.

#### Aux éditions Gallimard
En février 2019, Karina Hocine est nommée au poste de secrétaire générale éditrice de Gallimard, filiale du Groupe Madrigall,,.
Elle emmène avec elle notamment Delphine de Vigan, Monica Sabolo et Hervé Le Tellier, dont L'Anomalie d'Hervé Le Tellier, devient en février 2021 le deuxième prix Goncourt le plus vendu de l'histoire, derrière L'Amant, de Marguerite Duras,,.
L'hebdomadaire L'Express lui décerne le titre d'éditrice de l'année 2019.